# Urdu 1
Urdu 1 – kanał telewizyjny nadawany w języku urdu o profilu ogólnorozrywkowym. Właścicielem kanału jest Alliance Media FZ-LLC i jest nadawany z Dubaju. Emisję rozpoczęto w Pakistanie w czerwcu 2012 roku.